# 小野神社・矢彦神社

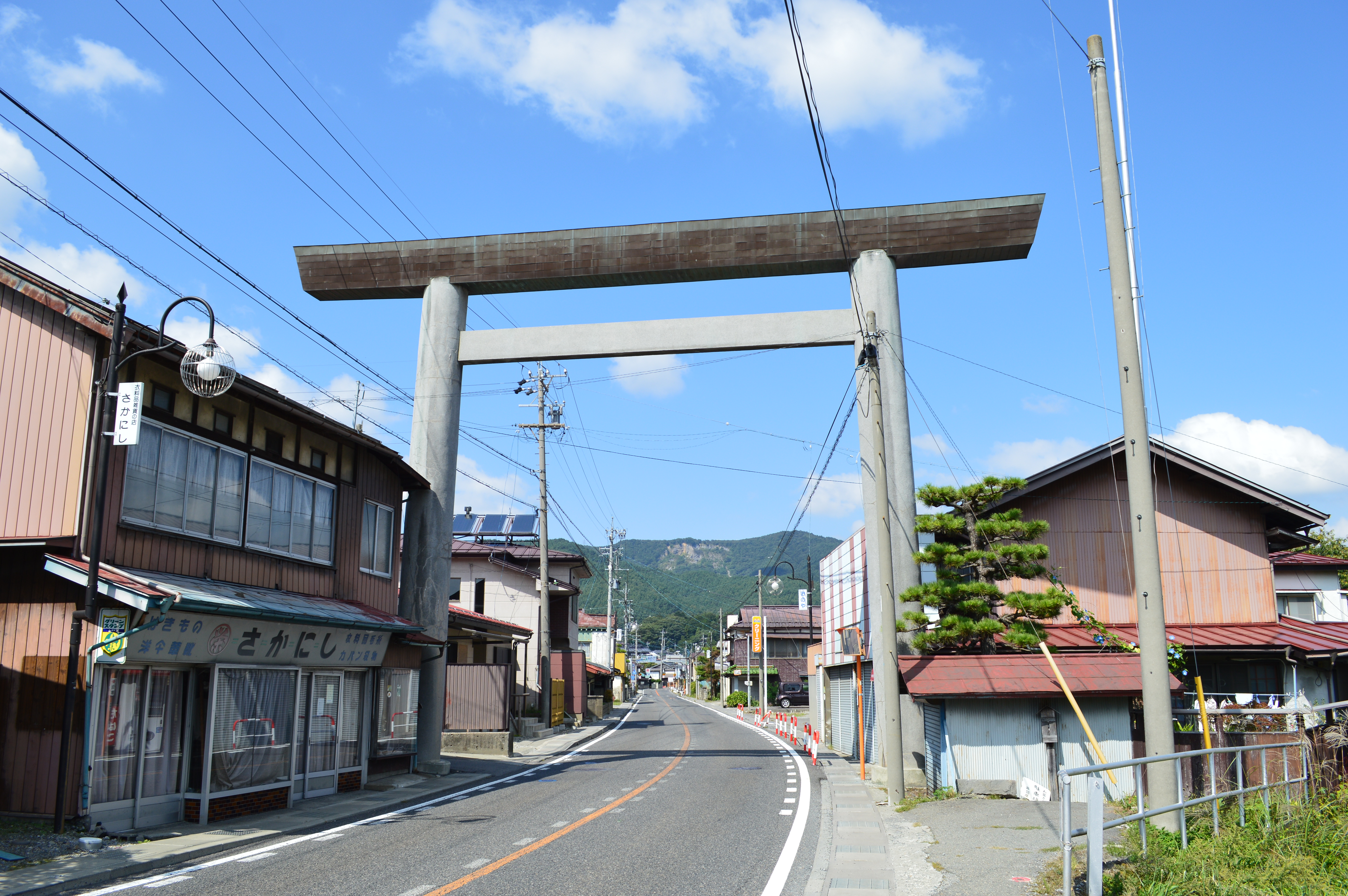
大鳥居

小野神社・矢彦神社（おのじんじゃ・やひこじんじゃ）は、長野県にある神社。小野神社は長野県塩尻市、矢彦神社は長野県上伊那郡辰野町に位置する。
両社は同じ社叢に隣接して鎮座しており、かつては1つの神社であったと伝えるが、現在は別の神社である。小野神社は信濃国二宮で、両社とも旧社格は県社。

## 祭神
小野神社祭神
- 建御名方命 （たけみなかたのみこと）[2]

矢彦神社祭神
- 正殿
  - 大己貴命 （おおなむちのみこと：大国主命）[3]
  - 事代主命 （ことしろぬしのみこと）
- 副殿
  - 建御名方命 （たけみなかたのみこと）
  - 八坂刀売命 （やさかとめのみこと）
- 南殿
  - 天香語山命 （あめのかごやまのみこと）
  - 熟穂屋姫命 （うましほやひめのみこと）
- 北殿
  - 神倭磐余彦天皇 （かむやまといわれひこのすめらみこと：初代神武天皇）
  - 誉田別天皇 （ほんだわけのすめらみこと：第15代応神天皇）

## 歴史

### 創建
創建年代は不詳。伝承では、建御名方命が諏訪に入ろうとしたところ諏訪には洩矢神がいて入れなかったため、建御名方命はこの小野の地にしばらく留まったという。
また矢彦神社社伝では、大己貴命が国作りに勤しんでいた折、御子の事代主命・建御名方命を従えてこの地に立ち寄ったという。そして欽明天皇年間（539年-571年?）、大己貴命と事代主命を正殿に、建御名方命と八坂刀売命を副殿に祀って祭祀の形が整ったと伝える。
創祀の年代等は明らかではないが、当地が古くから交通の要衝であったこと、社宝の神代鉾・鉄鐸・御正体があることなどから、古い時期から祀られた神社であると見られている。

### 概史
国史・神名帳等の文献には小野神社・矢彦神社に関する記載はない。神名の初出は、諏訪大社上社の『祝詞段』（嘉禎3年（1237年）成立）にある「小野ワヤヒコ北方南方末若宮大明神」の文言である。永禄10年（1567年）の下之郷起請文中の仁科盛政の条では「小野南北大明神」と見える。また、信濃国の二宮として崇敬されたといわれ、天正7年（1579年）の南方久吉契状に「小野二之宮造営」の記載がある。
両社は古くは1つの神社を成していたといわれるが、小野盆地において飯田城主毛利秀頼と松本城主石川数正の領地争いがあり、天正19年（1591年）に豊臣秀吉の裁定によって、盆地を流れる唐沢川を境に筑摩郡の北小野村と伊那郡の南小野村に分けられたことに伴い、神社境内も分割された。江戸時代後期には共に天領となった（北小野村は松本藩預地、南小野村は旗本千村氏預地）。
小野神社・矢彦神社とも境内は北小野の地籍であったが、社叢南半分の矢彦神社が南小野の氏神となり、矢彦神社境内は南小野の飛地という扱いとなった。そしてこの状態が現在に至るまで続いている。また門前町は初期中山道、三州街道（伊那街道）の宿場町小野宿となった。
明治に入り、両社とも近代社格制度では県社に列した。

## 境内

### 社叢の位置と概要

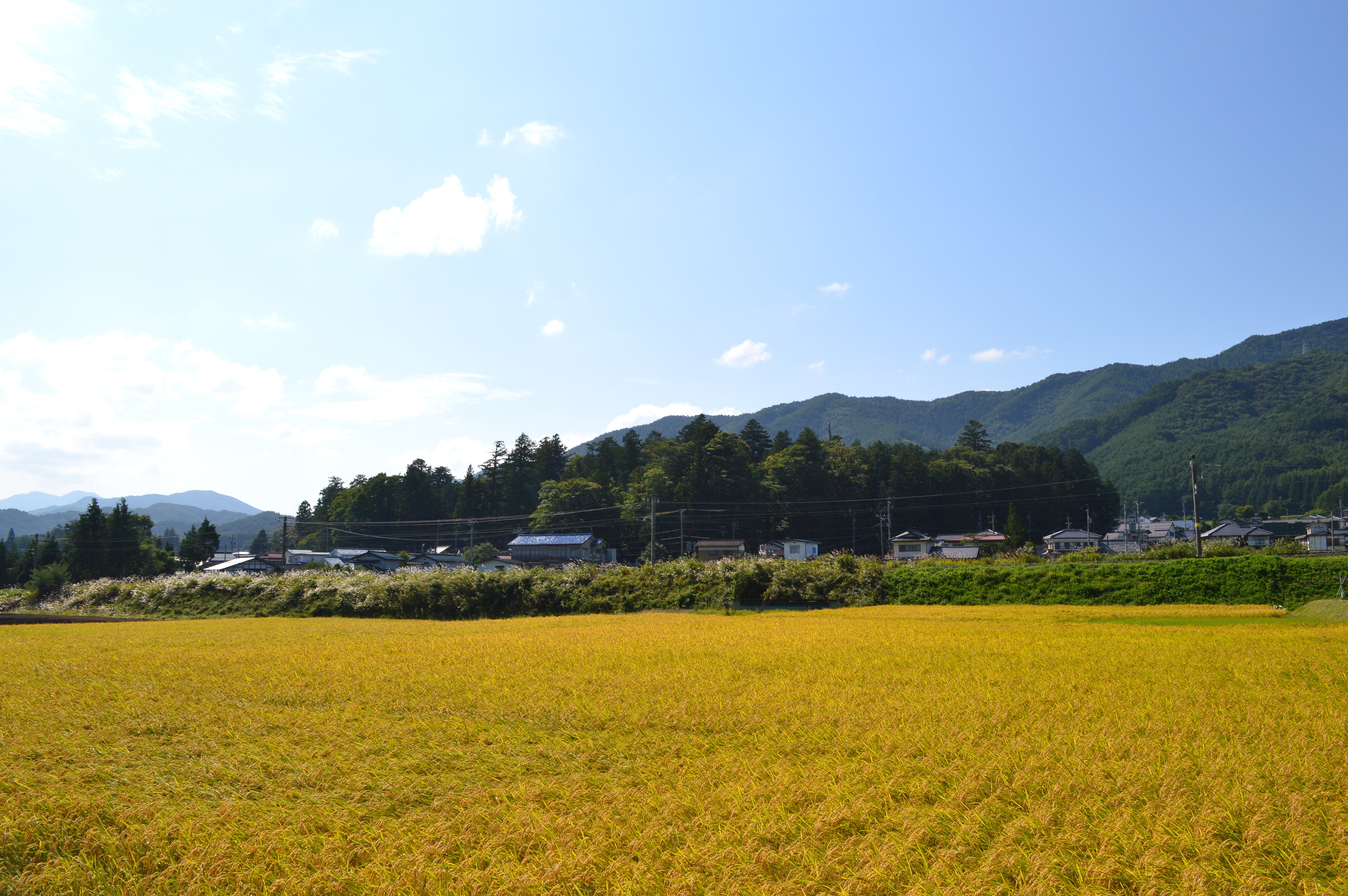
社叢遠景

両社が鎮座する小野盆地は、通称を「頼母（たのも）の里」または「憑（たのめ）の里」と言われる。『枕草子』では「里は」の段で「憑の里」とあるほか、『夫木和歌抄』や菅江真澄の『委寧能中路』にも記載があり、都人にも知られた地であった。これに由来して、現在の小野神社・矢彦神社の例祭も「田ノ実祭」「憑祭」と称される。そのほか、小野盆地には信濃28牧の1つ・小野牧があったことでも知られる。
両社の境内は同一の社叢内にあり、北に小野神社、南に矢彦神社が鎮座する。その社叢は針葉樹と広葉樹が混ざった混交林で、その種類は150種にも及ぶ。社叢の面積は36,326平方メートルで巨木も多く、この地方の天然林を残していることから「矢彦小野神社社叢」として長野県指定天然記念物に指定されている。
なお、小野駅前には両社共通の大鳥居が建てられている（北緯36度02分51.82秒 東経137度58分13.16秒 / 北緯36.0477278度 東経137.9703222度）。

### 小野神社

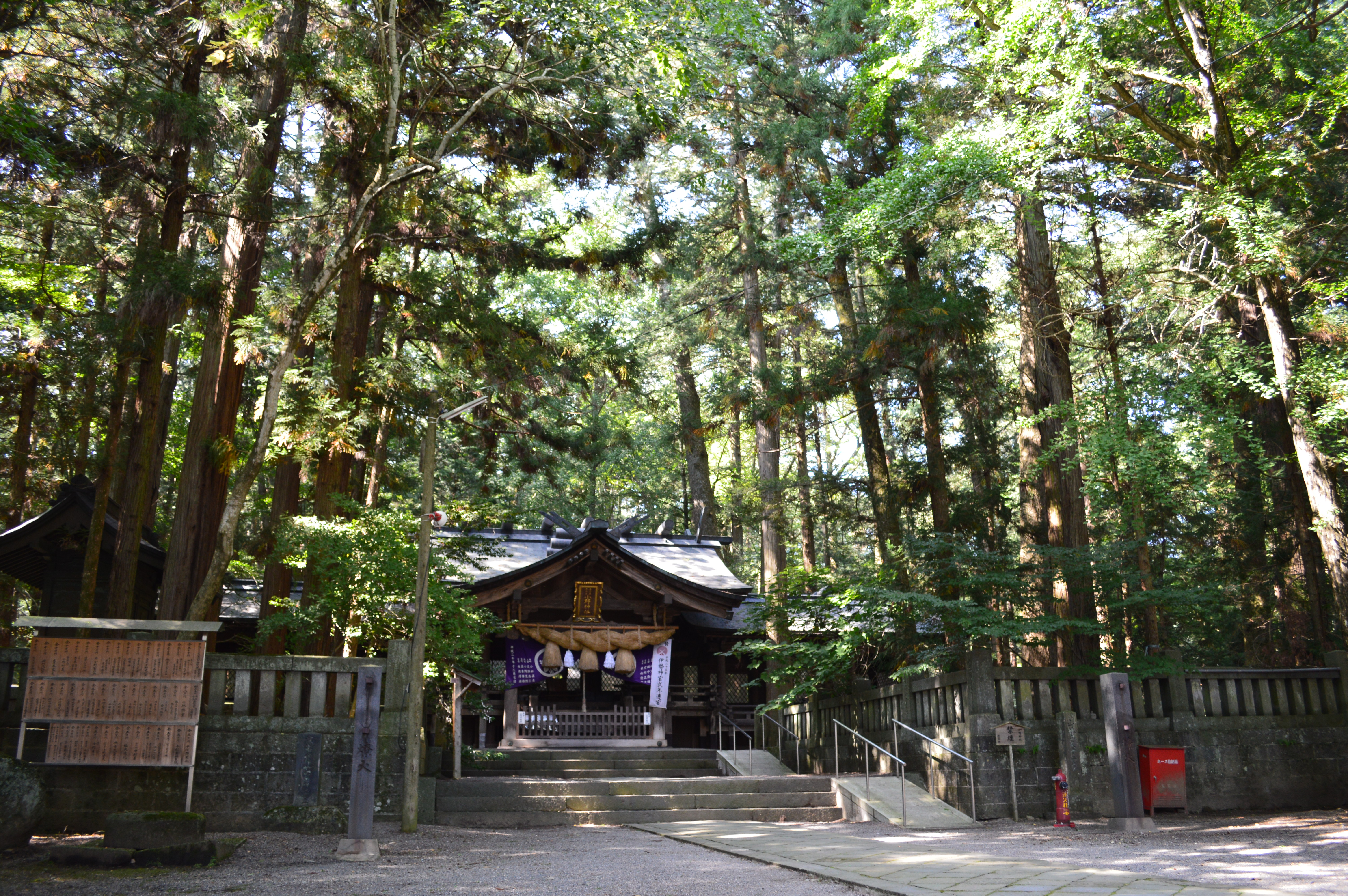
小野神社境内

小野神社の社殿は、寛文12年（1672年）4月の焼失を受け、松本藩主の水野忠直が同年9月までに再建したものである。本殿2棟と八幡宮本殿が南から並列し、勅使殿がその前方中央に位置する。本殿が2棟あるのは、御柱祭の際に一方からもう一方へ遷座するためで、同形式・同規模の一間社流造で建てられている。八幡宮本殿はやや小さい一間社流造の見世棚造、勅使殿は切妻造の四脚門である。いずれも現在は銅板葺であるが、古くは柿葺であった。社殿には寛文期に共通する形式とともに、小野神社特有の形式も見られる。これら4棟は長野県宝に指定されている。
2018年（平成30年）には台風第21号で本殿のうち1棟が倒木により大破する被害に遭っている。

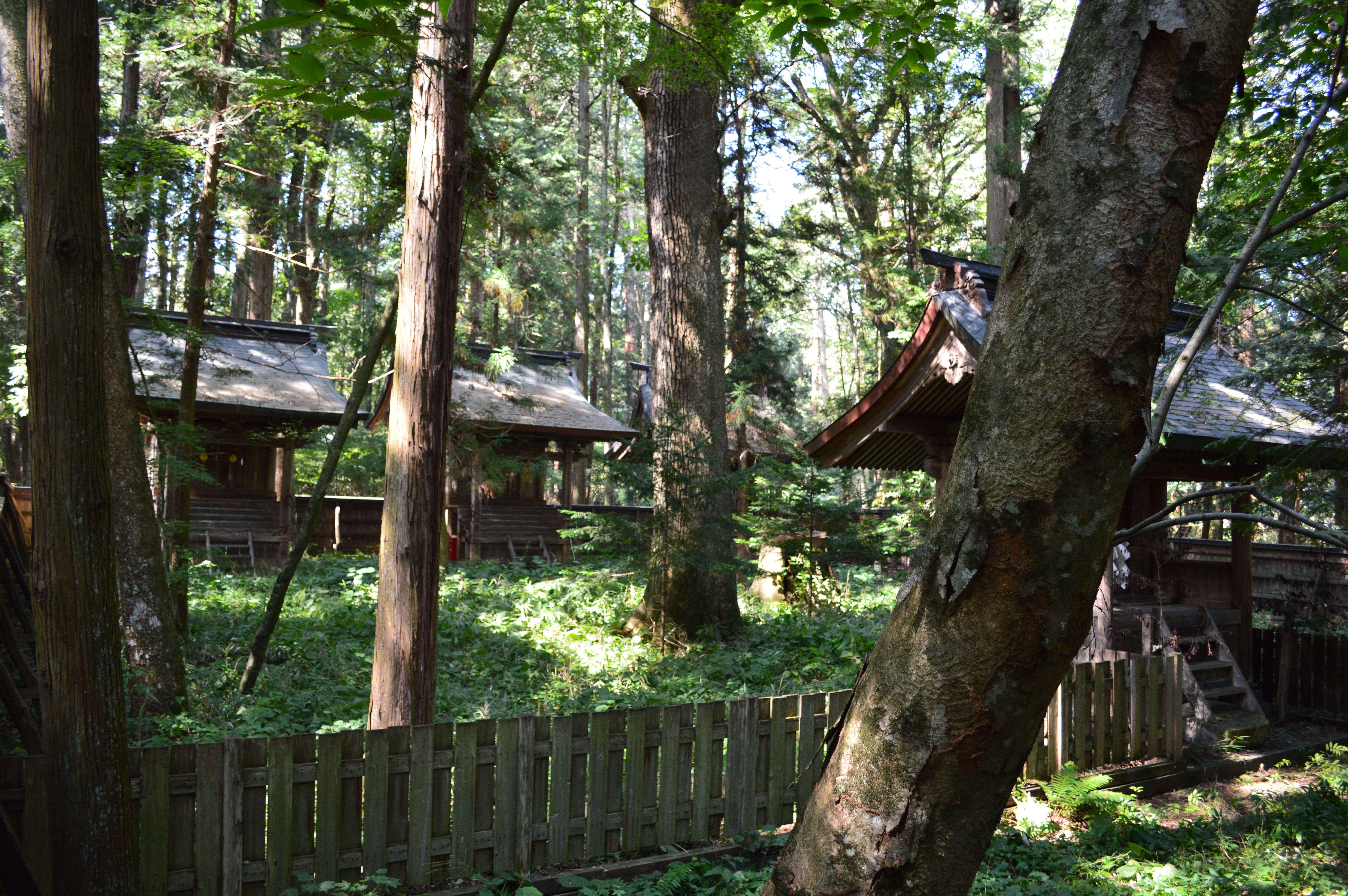
本殿2棟、八幡宮本殿、勅使殿（いずれも長野県宝）
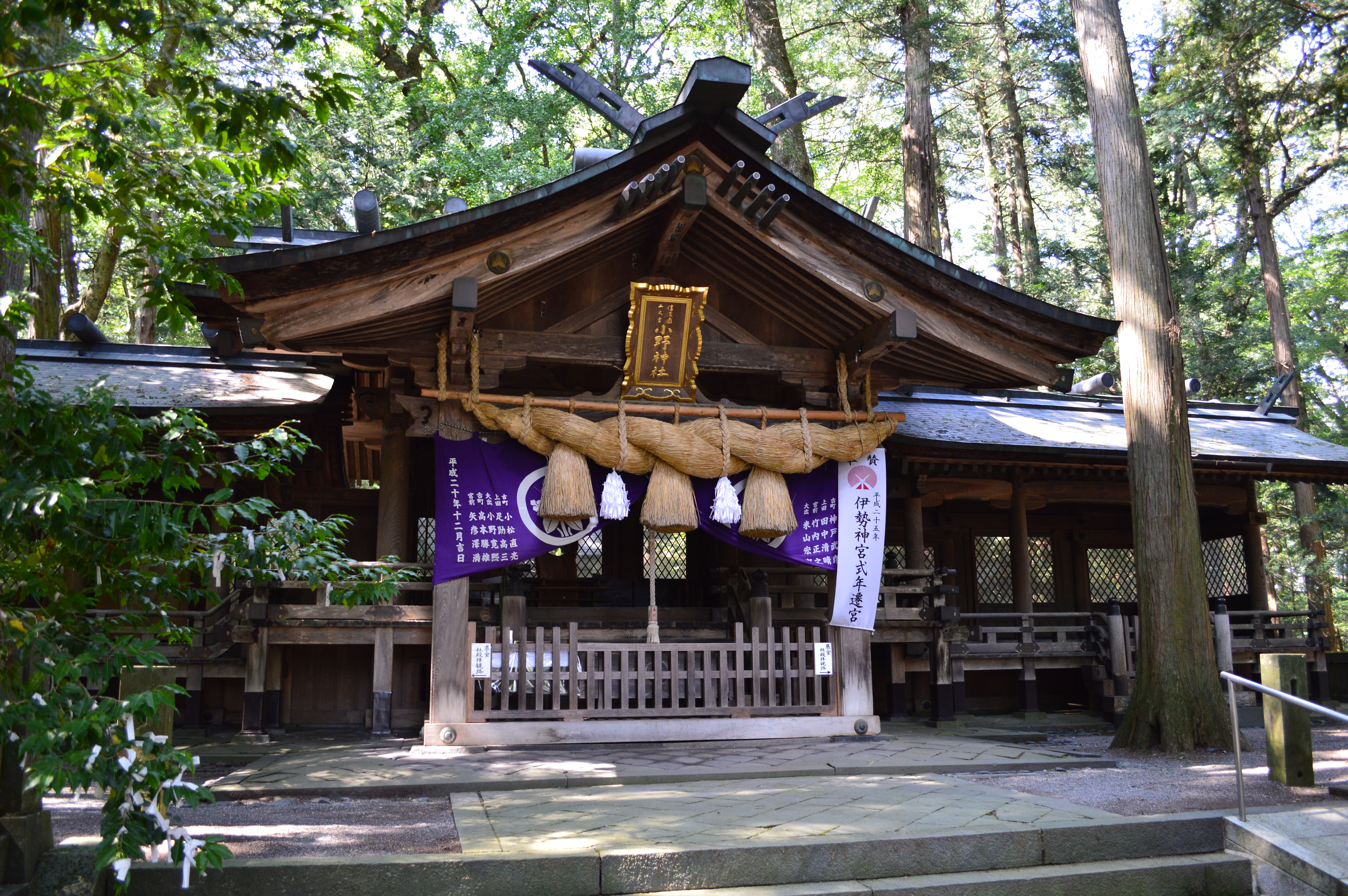
拝殿
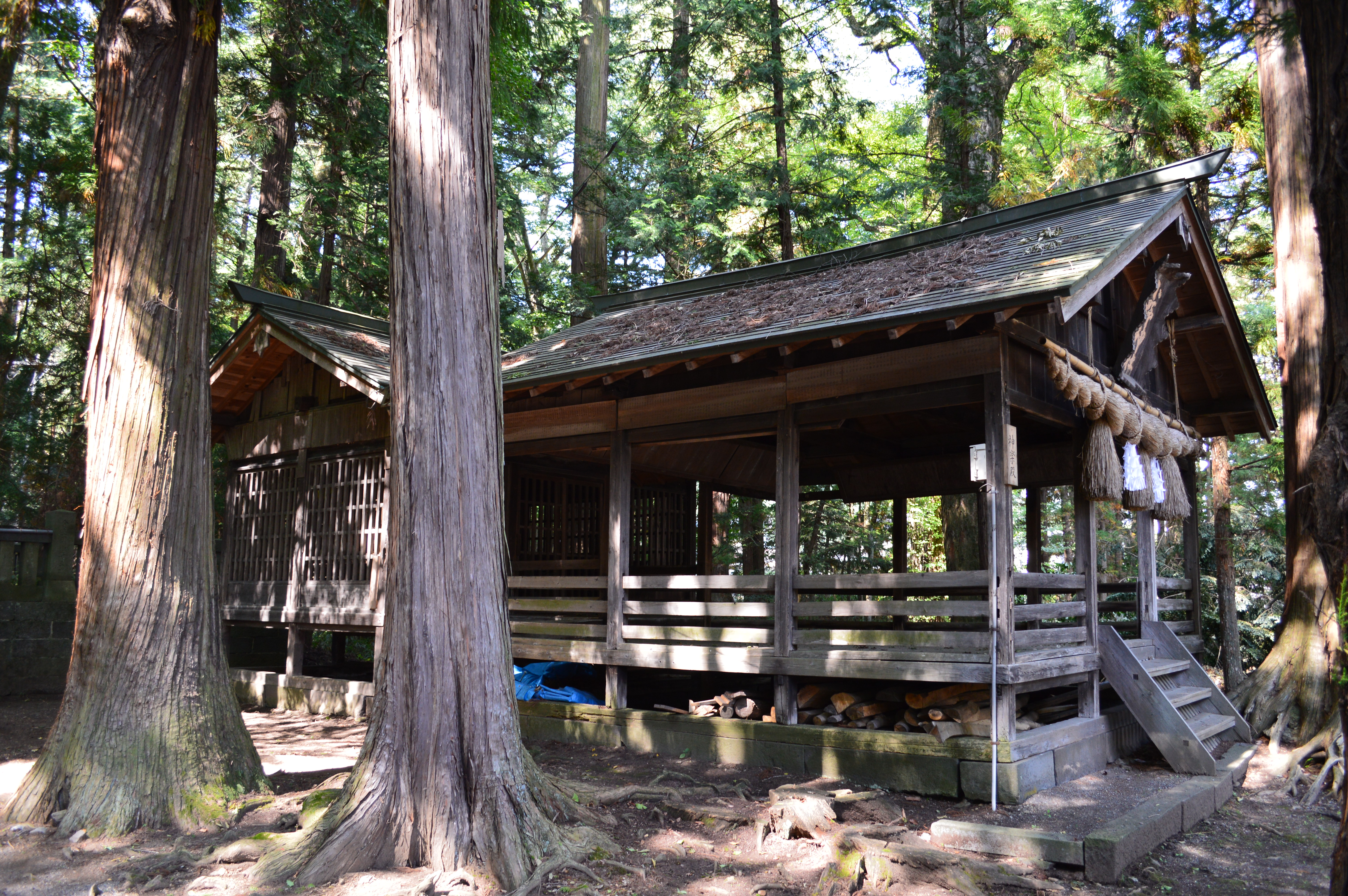
神楽殿
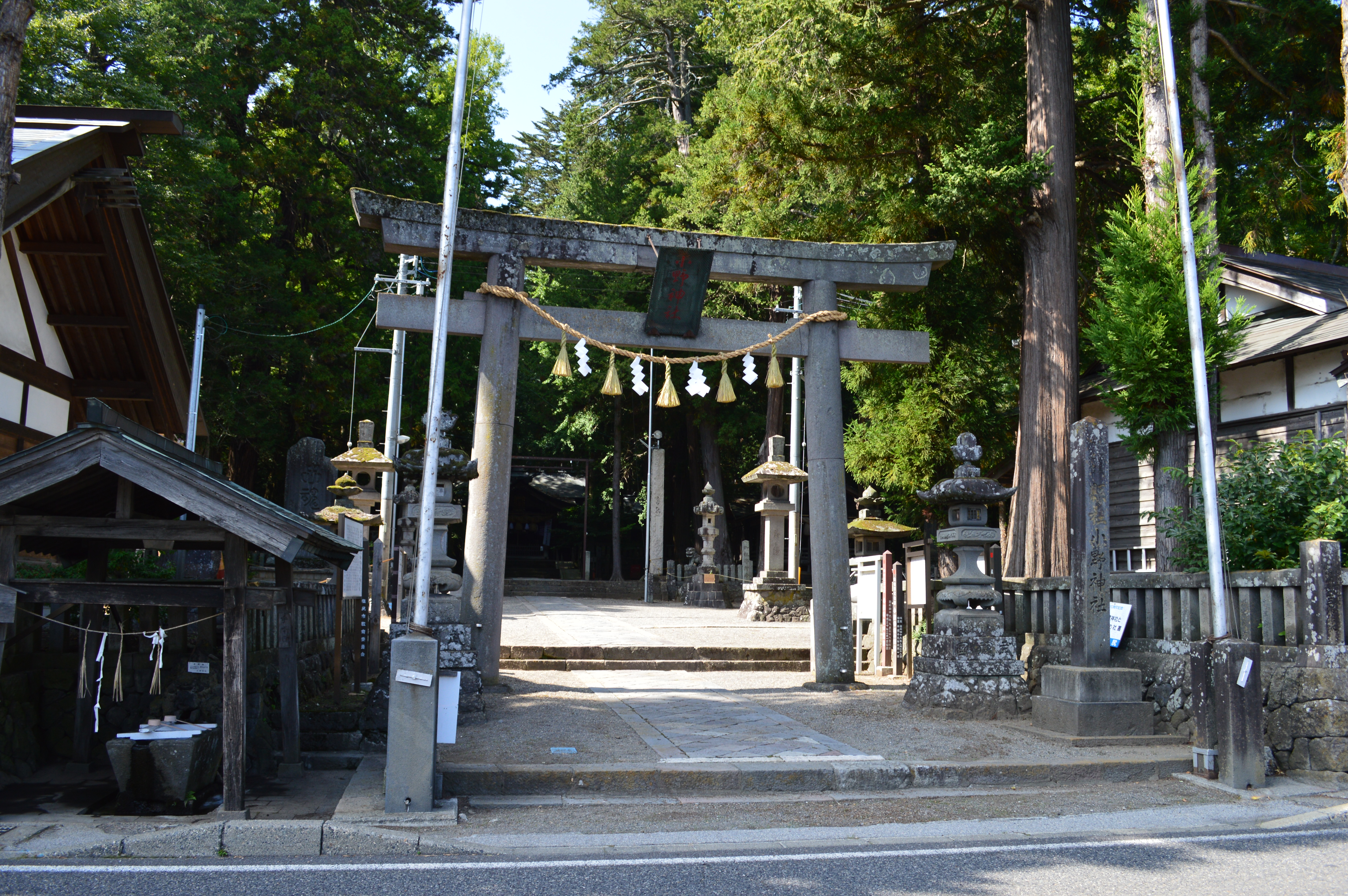
鳥居

### 矢彦神社

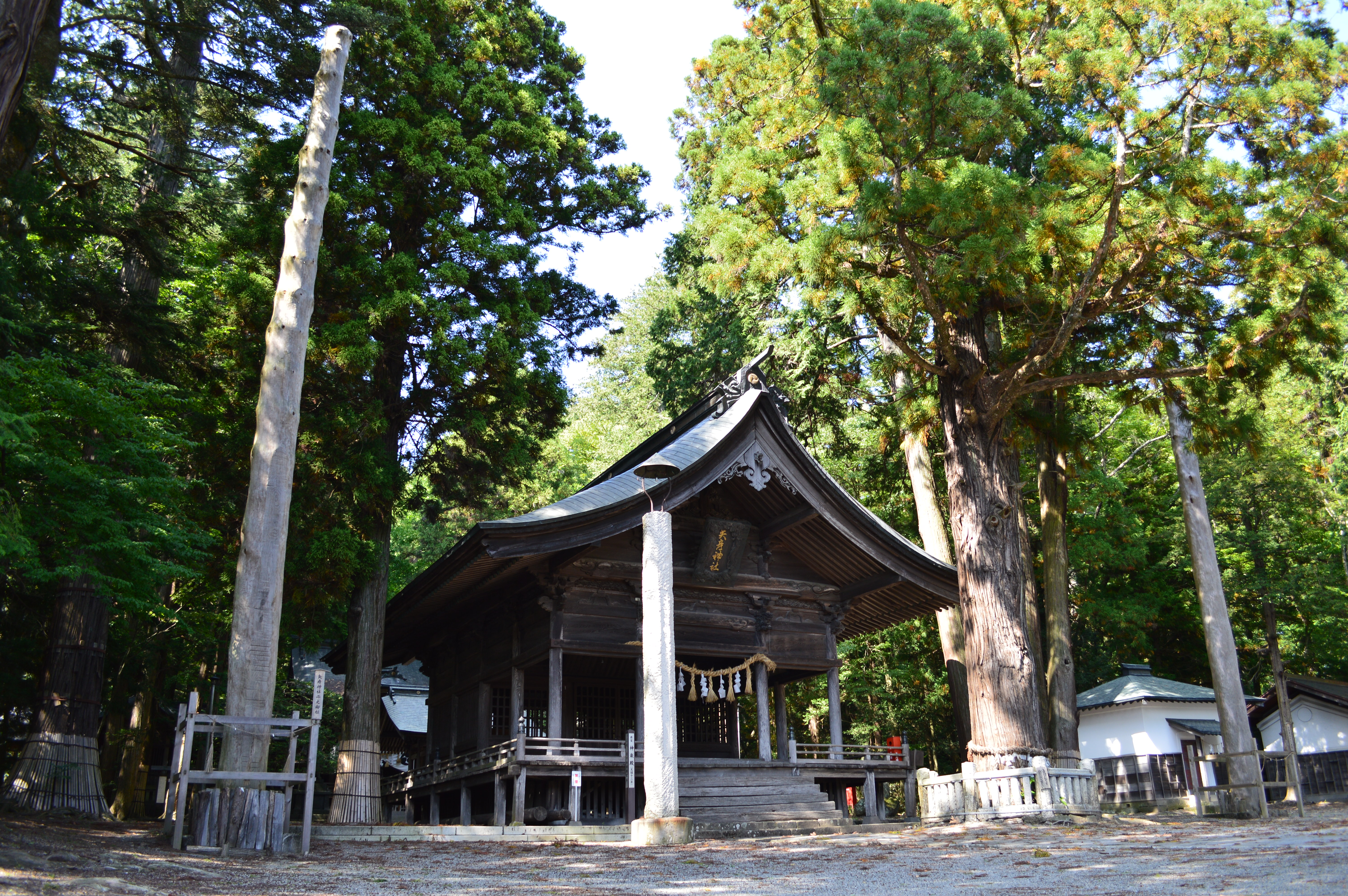
矢彦神社境内左右には御柱。

矢彦神社の祭神を祀る正殿・副殿・北殿・南殿は同一の形式・規模で、一直線上に並んでいる。
拝殿と左右の回廊は、天明2年（1782年）の造営、神楽殿は天保13年（1842年）の造営で、いずれも立川流の代表建築とされる。勅使殿は江戸時代の造営であるが、室町時代の様式を残した建築である。これら5棟は長野県宝に指定されている。

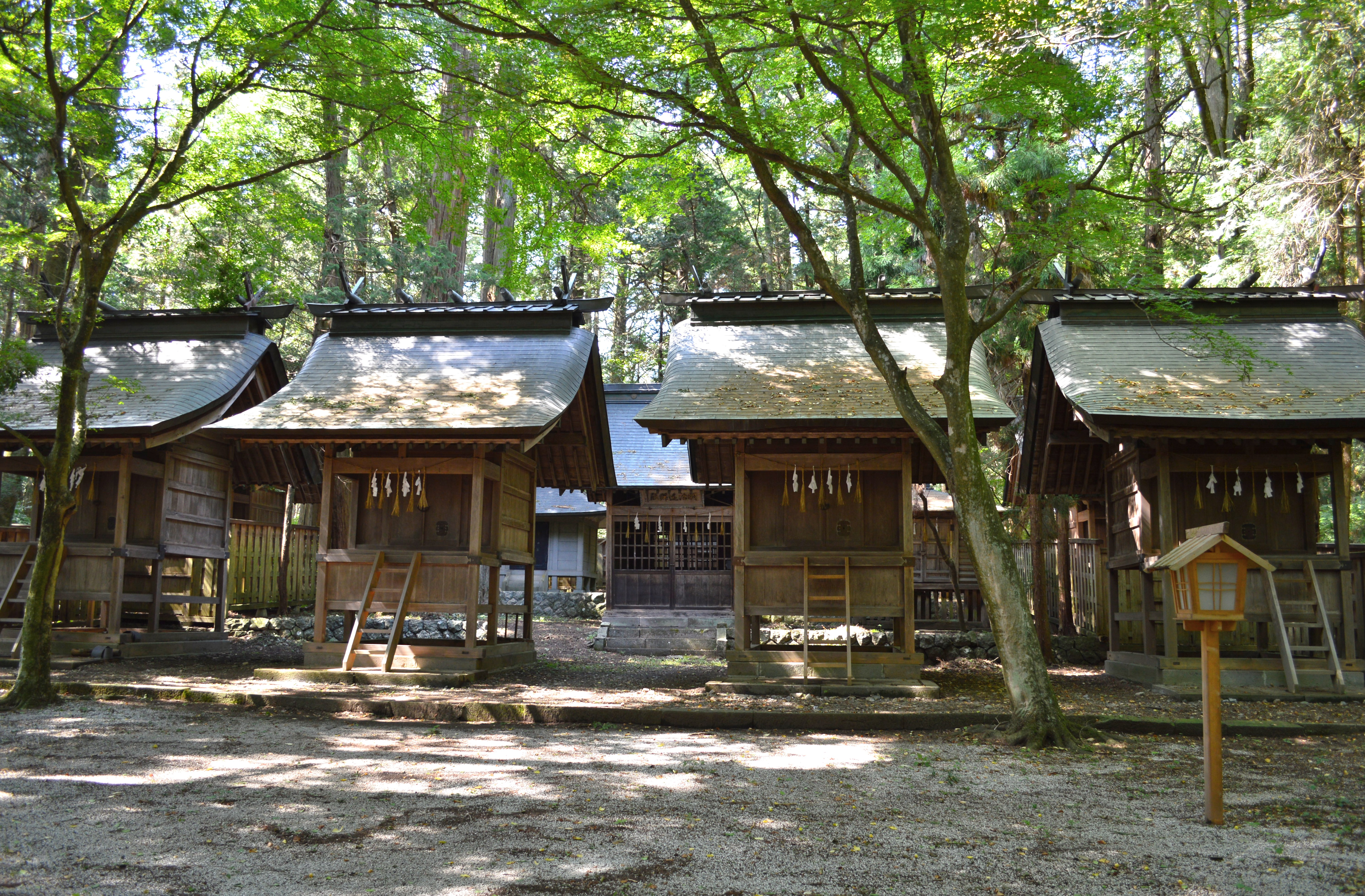
正殿・副殿・北殿・南殿
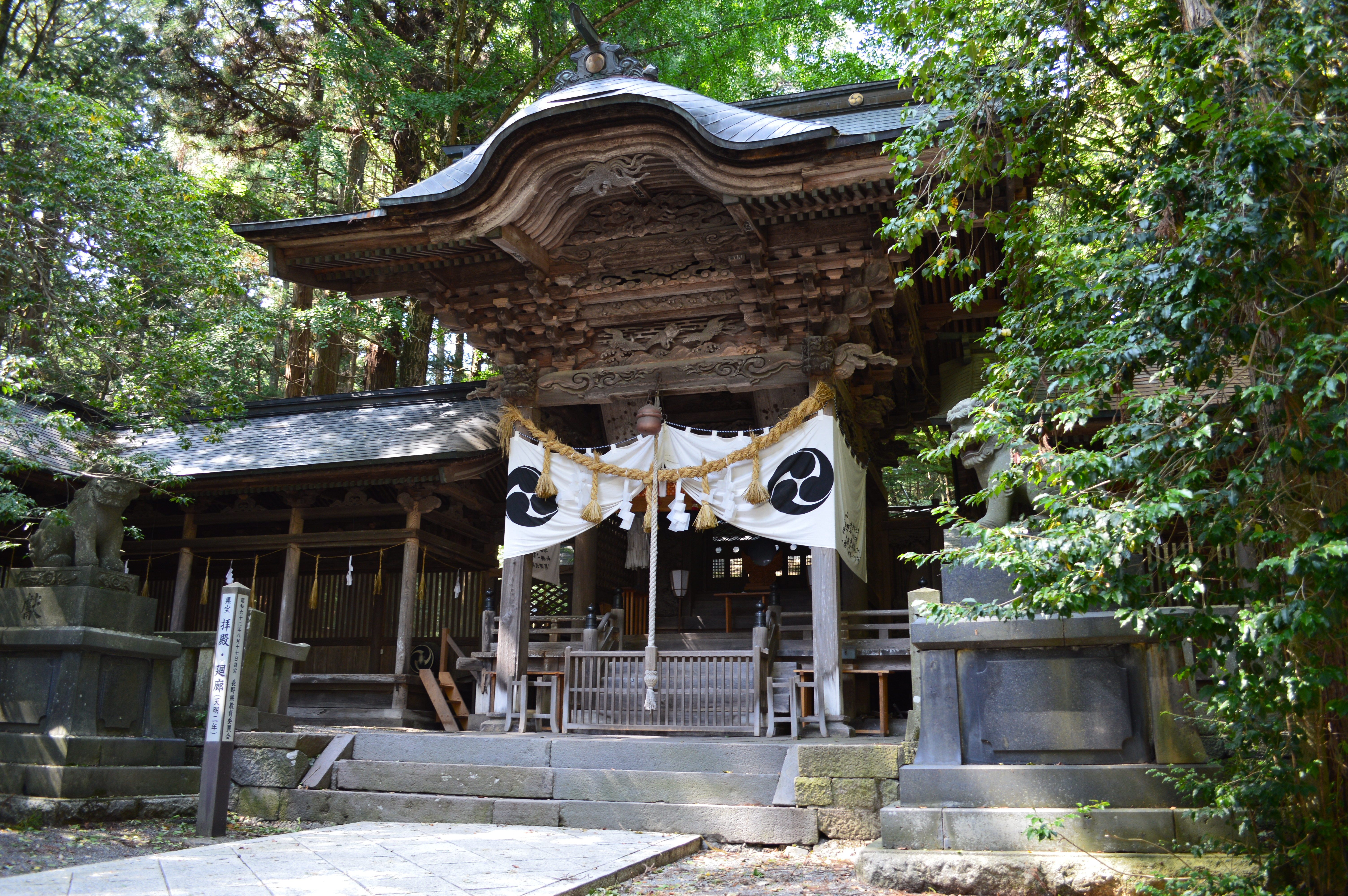
拝殿と回廊（長野県宝）
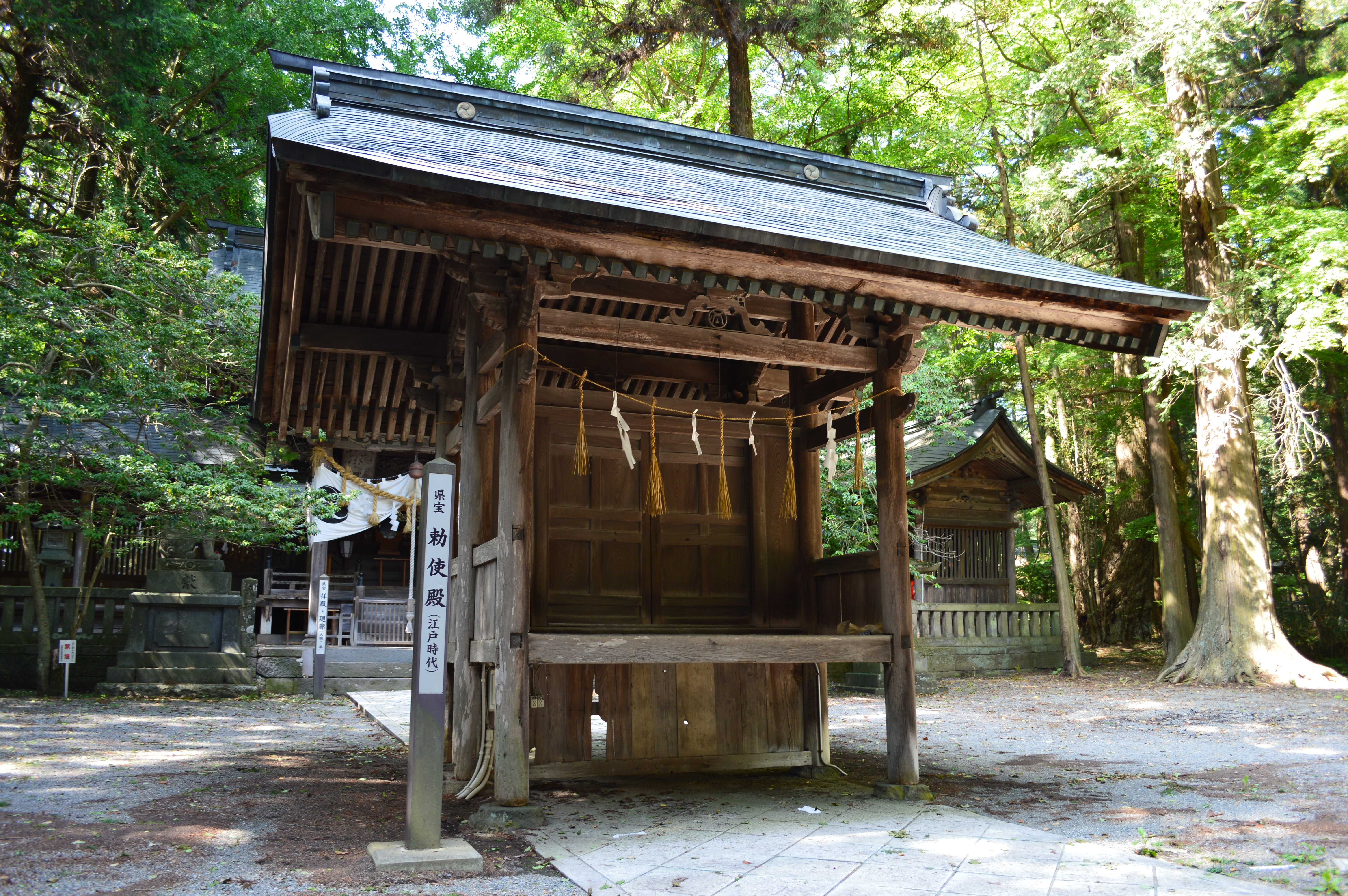
勅使殿（長野県宝）
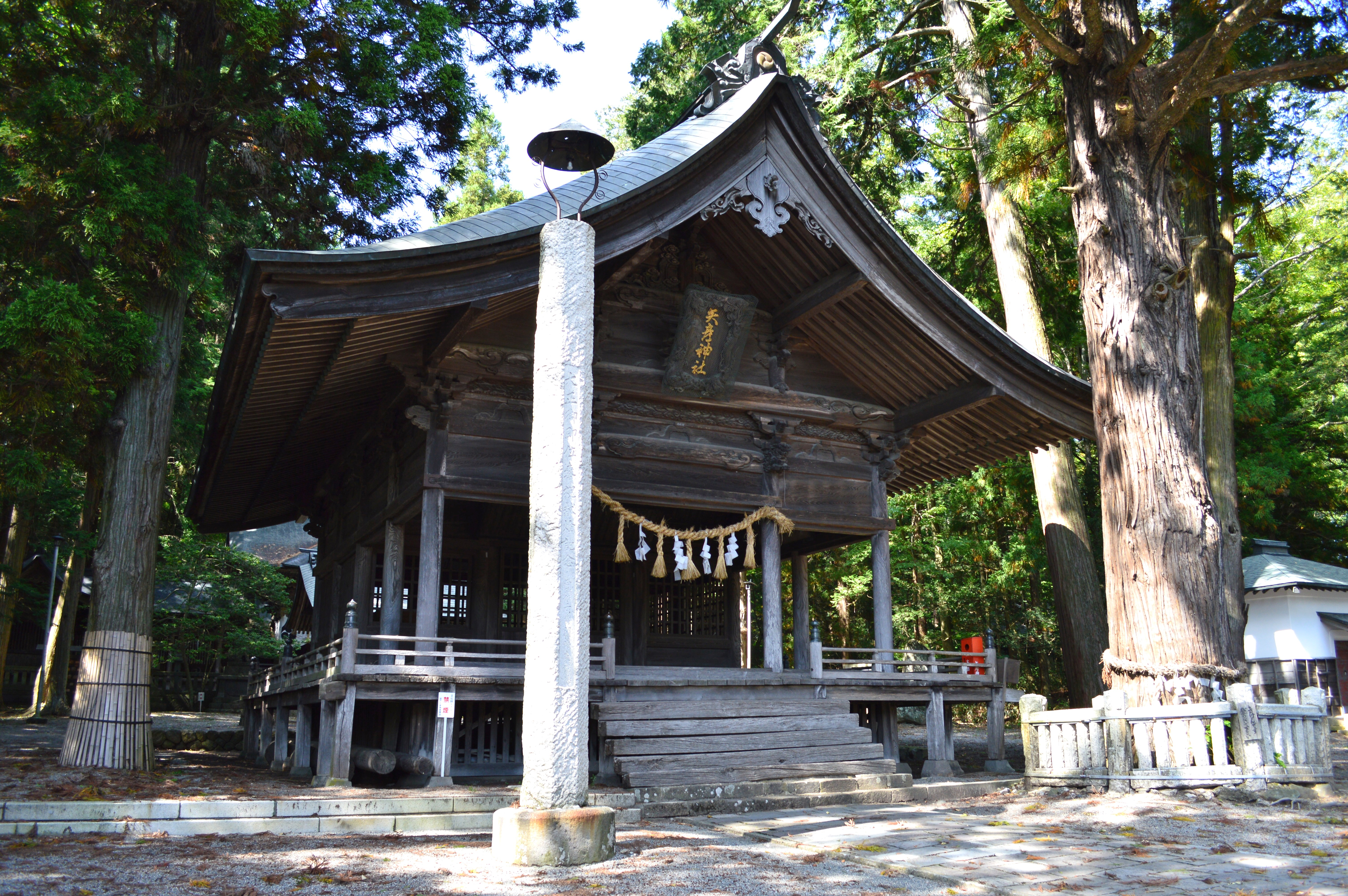
神楽殿（長野県宝）
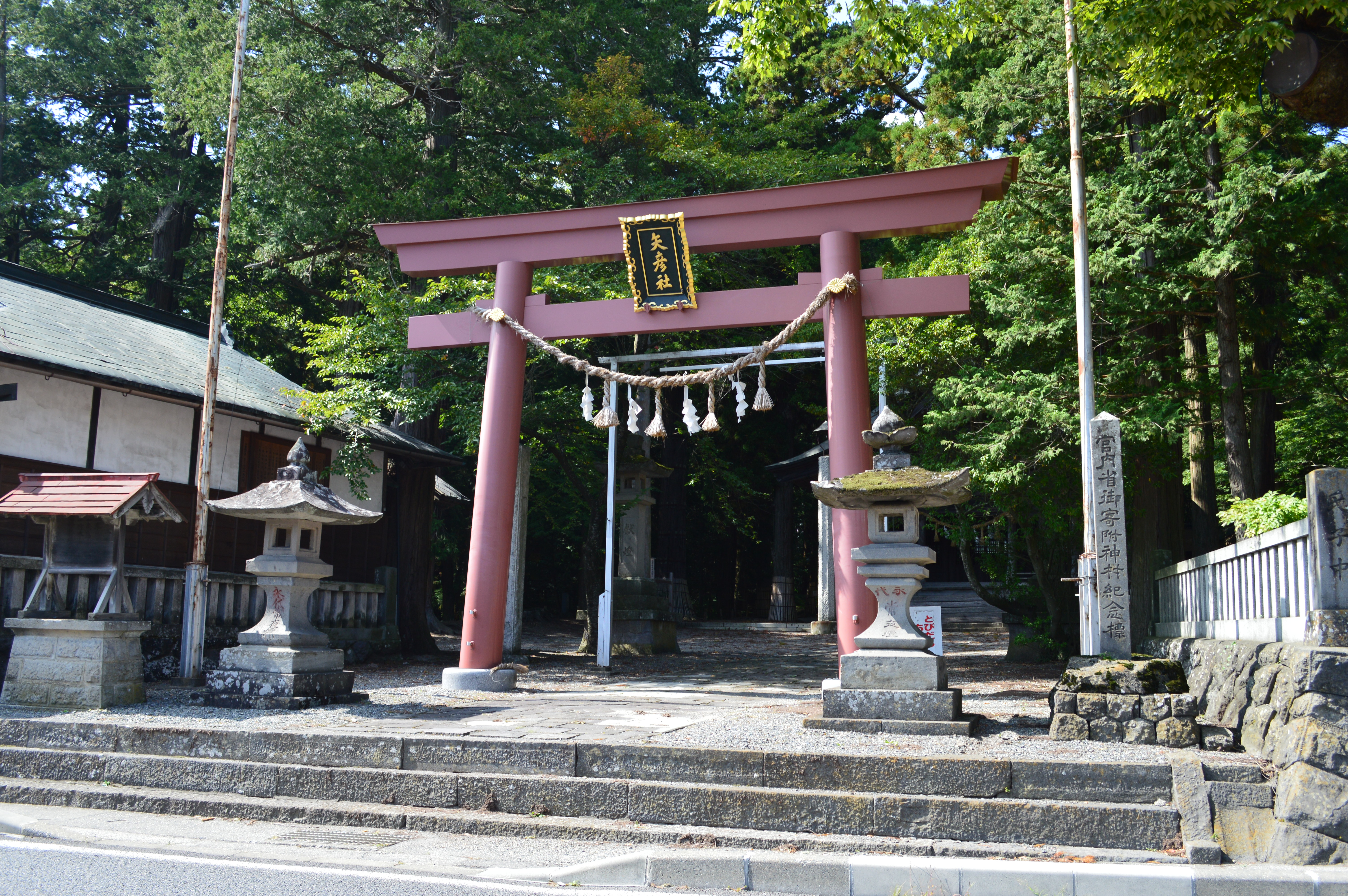
鳥居
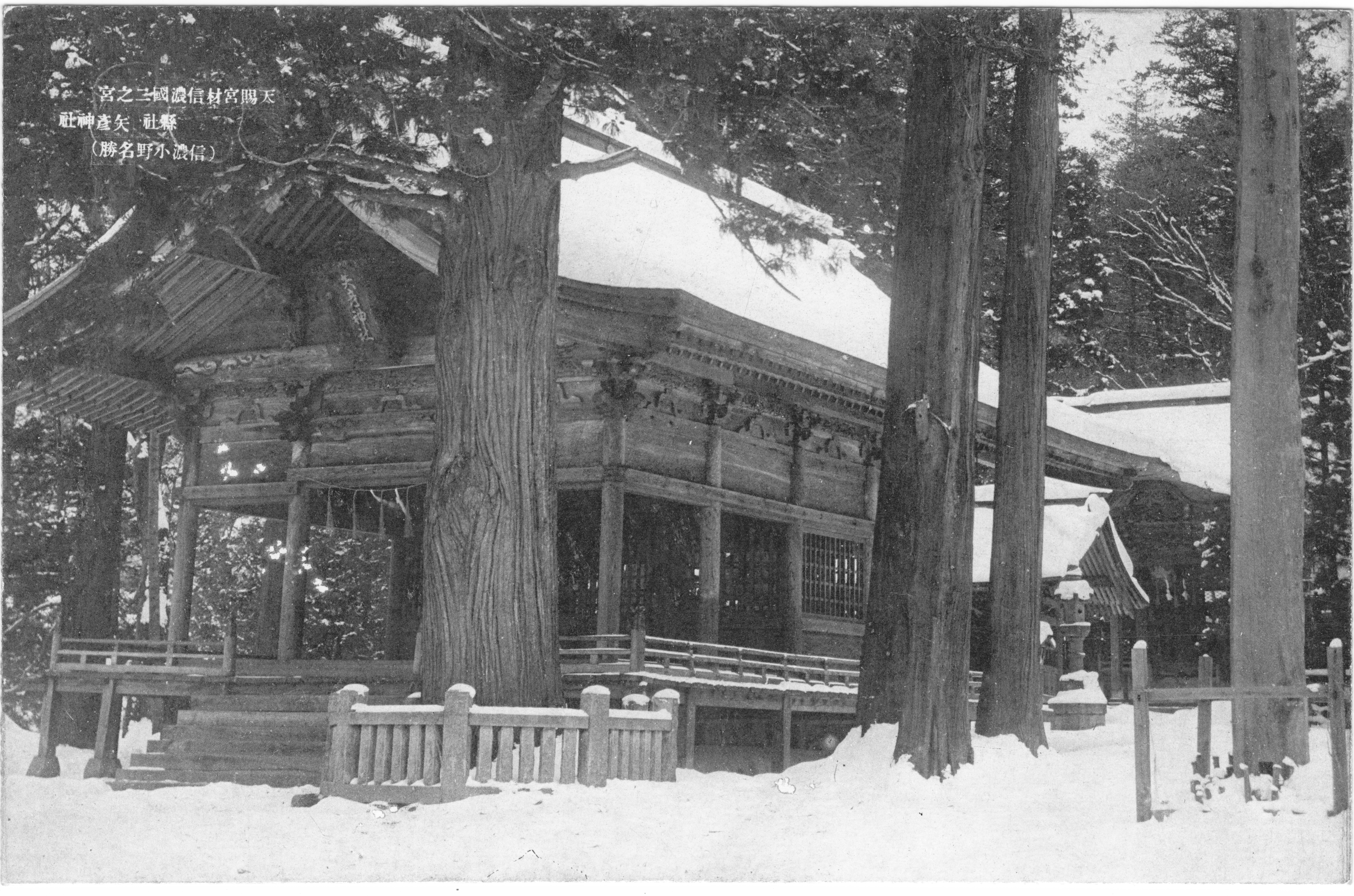
昭和15年頃の矢彦神社

## 摂末社
小野神社
- 八幡宮
- 稲荷社
- 子安社
- 宗像社
- 天神社

矢彦神社
- 明治宮 - 祭神：明治天皇

## 祭事
- 式年御柱大祭 （6年に1度、卯年と酉年の5月）
諏訪大社の御柱祭（寅年と申年）の翌年に、両社合同で行う。社伝によると、坂上田村麻呂の戦勝祈願が叶ったので、桓武天皇の勅により御柱を建てるようになったことに始まるという[4]。両社とも近隣の山林で御柱を伐り出したのち、御柱を境内まで引く。諏訪大社の勇壮さに比べて、小野神社・矢彦神社の場合にはきらびやかな衣装が特徴であり、古くから「人を見るなら諏訪御柱、綺羅を見るなら小野御柱」と称される。祭りは塩尻市指定無形民俗文化財に指定されている。
- 小野神社ねんじり棒祭 （1月6日）
豊年祈年祭で「御田作祭」ともいう。力くらべをする集団的な年占いで、起源は平安時代に遡るともいわれる。祭事では、7本の固い棒を各自の耕地へ入れようとねじり合って競い合う。このような祭事は全国的には殆ど無いといわれ、塩尻市指定無形民俗文化財に指定されている[5]。
- 例大祭（八朔祭/田ノ実祭/憑祭） （10月第1日曜）
例祭は両社合同で行う。「八朔祭」の名は、古くは旧暦8月1日に行なわれたことに由来する。水陸様々な供え物を供え儀式を行なう。豊作祈年祭のねんじり棒祭に対して、豊作感謝の祭とされる[4]。

## 文化財

### 長野県指定文化財
- 長野県宝（有形文化財）
  - 小野神社 4棟（建造物） - 平成4年9月10日指定[12]。
  - 矢彦神社 5棟（建造物） - 昭和62年8月17日指定[13]。
  - 銅造千手観音坐像御正体残闕（工芸品）
神仏習合時代の小野神社・矢彦神社の祭祀に関わるとされる仏像。鎌倉時代の作と推定される。平成11年3月18日指定[5][14]。
- 天然記念物
  - 矢彦小野神社社叢 - 昭和35年2月11日指定[15]。

### 塩尻市指定文化財
- 有形文化財
  - 小野神社の鐸鉾（さなぎほこ）（神代鉾）
古くから祭事に使われたと言い伝えられるが、どういった祭事で用いられたかは明らかでない。鉾には12個の鉄鐸が結び付けられている。本殿向かって左手の池そばに「御鉾様」と称される石（磐座）があり、中央には穴が空く。このことから、祭儀において鉾をその磐座に立て、神の依代として使用したと見られている。昭和49年8月28日指定[5][16]。
  - 小野神社の梵鐘
永禄7年（1564年）、武田勝頼が戦勝祈願のため鋳造・寄進したもの。いつの頃からか村人が雨乞いのために霧訪山へ引き上げて打ち鳴らし、帰りは転がしたので鐘銘の多くはすり減っている（古文書等によりほぼ全文は明らか）[5]。昭和49年8月28日指定[17]。
- 無形民俗文化財
  - 小野神社ねんじり棒祭 - 昭和45年1月13日指定[18]。
  - 小野神社御柱祭り - 平成18年1月27日指定[19]。

## 現地情報
所在地
- 小野神社：長野県塩尻市北小野175-1
- 矢彦神社：長野県上伊那郡辰野町大字小野3267

付属施設
- 小野神社資料館 - 神宝等を展示。開館時間：例大祭2日間の午前10時から午後4時。

交通アクセス
- 鉄道：東日本旅客鉄道（JR東日本）中央本線（辰野支線） 小野駅 （徒歩約11分）
- バス：塩尻市地域振興バス 北小野線　中学校入口バス停すぐ

周辺
- 小野宿 - 初期中山道、三州街道（伊那街道）の宿場町。
- しだれ栗森林公園 - 国の天然記念物「小野のシダレグリ自生地」。